# اوتو آدام
اوتو آدام (آلمانی: Otto Adam; ۲۴ نوامبر ۱۹۰۹ – ۲ دسامبر ۱۹۷۷) شمشیرباز اهل آلمان بود.
وی در مسابقات کشوری و بین‌المللی در مجموع برندهٔ ۱ مدال برنز شده‌است.